# Pistolet SIG-Sauer P225
SIG-Sauer P225 pojawił się w 1978 na zamówienie policji zachodnioniemieckiej oraz w związku z jubileuszem 125 lat nieprzerwanej działalności firmy Schweizerische Industrie Gesellschaft (SIG). Pistolet można nazwać kompaktową wersją wcześniejszego SIG-Sauer P220. P225 jest nieco mniejszy i lżejszy od poprzednika. Policja życzyła sobie pistoletu, którym można by bezpiecznie posługiwać się w czasie akcji bez konieczności operowania dodatkowym zewnętrznym bezpiecznikiem. Dlatego w modelu P225 wprowadzono dodatkowe zabezpieczenie wewnętrzne zapewniające blokadę iglicy w razie przypadkowego upadku broni. SIG-Sauer P225 ma również nieco zmieniony kształt – dużo uwagi poświęcono wyważeniu broni w celu dobrego ułożenia w ręce i pełnej kontroli podczas strzelania. P225 ze względu na rozmiary ma również nieco zmniejszoną pojemność magazynka. Mieści on jedynie 8 naboi (o jeden mniej niż model P220).
Pistolet został przyjęty na wyposażenie oddziałów policji szwajcarskiej i zachodnioniemieckiej (jako P6).
Pistolet posiada mechanizm spustowy podwójnego działania z kurkiem zewnętrznym. Działa na zasadzie krótkiego odrzutu. Muszka i szczerbinka o obrysie prostokątnym. Muszki wymienne o różnej wysokości, a szczerbinka regulowana w poziomie. Pistolet ten od początku był produkowany ze szkieletem ze stopów lekkich. Jako jedyny pistolet przeszedł bez zacięć próbę żywotności (w trakcie próby oddano 10 000 strzałów z jednego egzemplarza), pokonując pistolety Heckler&Koch, Mauser i Walther. Pistolet ten jest zawsze gotów do strzału dzięki konstrukcji mechanizmu spustowego i bezpieczny w użyciu dzięki samoczynnej wewnętrznej blokadzie iglicy (zwalniana tylko przez naciśnięcie na spust). Jest bronią zaawansowaną technologicznie i w większości wykonaną z wytłoczek stalowych, łączonych przez lutowanie. 